# Місце боїв 82-го стрілецького корпусу, меморіальний комплекс «Могила Баба»
Пам’ятка знаходиться у Тернівському районі м. Кривий Ріг, на відстані у 4,6 км на схід від площі 40-річчя Перемоги. Найближче селище – Кам’яне поле.

## Передісторія

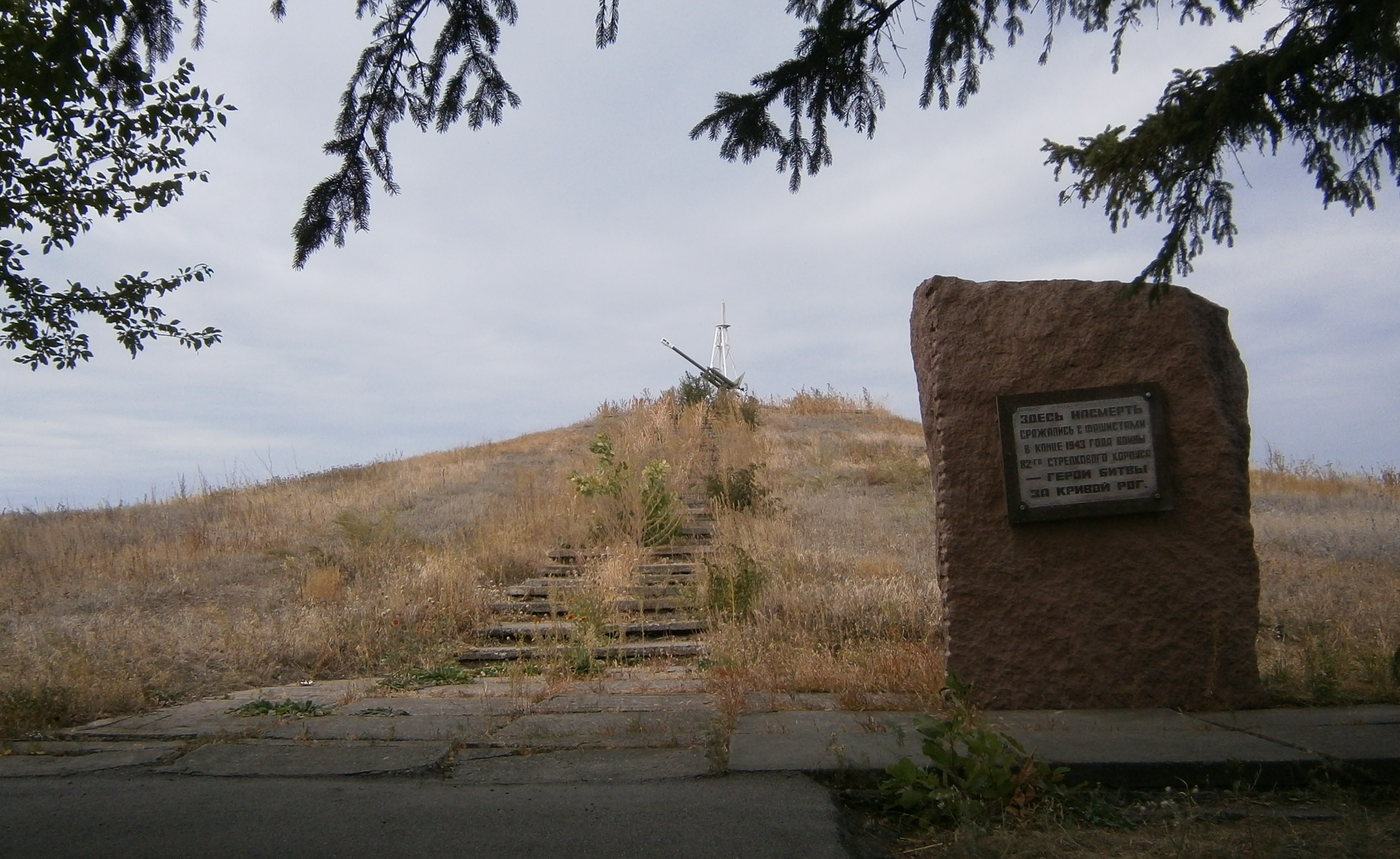
Меморіальний комплекс «Могила Баба»

Пам’ятка пов’язана з подіями Другої світової війни. Протягом трьох місяців, з жовтня по грудень 1943 р., дев’ятиметровий курган «Могила Баба», відомий як висота 118,7 м, кілька разів переходив з рук в руки: від окупантів до визволителів Криворіжжя. Перша спроба радянських військ зайняти згадану висоту виявилася невдалою: піхотинці 188-ї стрілецької дивізії зазнали значних втрат біля підніжжя кургану. Після успішної розвідки проведеної бійцями 19-го гвардійського полку Єфимом Колоярським, Миколою Харіним та Миколою Поповим військовослужбовці 82-го стрілецького корпусу здійснили другу спробу захопити важливий об’єкт. 3 грудня 1943 року на кургані було встановлено червоний прапор. При обороні висоти відзначився Герой Радянського Союзу Костянтин Коротков. Через деякий час «Могилу баба» знову зайняли німецькі війська. Після чотирьох годин бою батальйон старшого лейтенанта Стародубцева звільнив курган остаточно. Висота 118,7 м стала спостережним пунктом командира 82-го стрілецького корпусу Павла Кузнєцова й начальника артилерії полковника Муфеля. 
В післявоєнні роки мешканці Тернів відтворили на кургані «Могила Баба» бліндаж. 
У 1958 році на висоті встановлено пам’ятний знак на честь 82-го корпусу з меморіальний написом. Також на верхівці кургану була встановлена протитанкова гармата. 
Рішенням Дніпропетровського облвиконкому від 03.02.1981 р. № 49 місце боїв 82-го стрілецького корпусу та меморіальний комплекс «Могила Баба» взято на державний облік з охоронним номером 2235.  
В річницю визволення Кривого Рогу й на День Перемоги на меморіальному комплексі «Могила Баба» проходять урочисті заходи районного рівня. 

## Пам’ятка

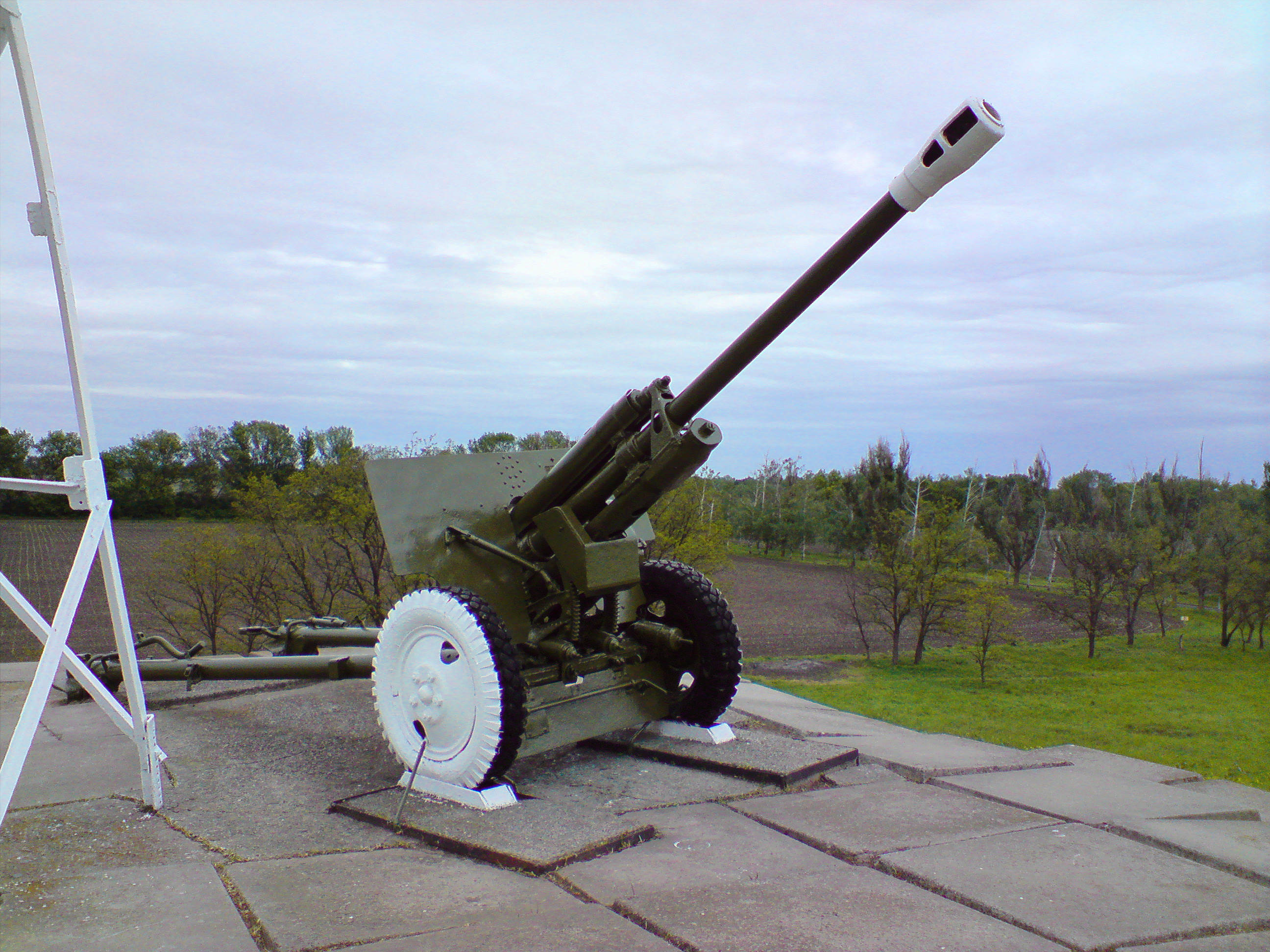

Об'єкт розташований у північній частині м. Кривий Ріг й включає в себе наступні об'єкти: курган «Могила Баба», протитанкову гармату, пам'ятний знак з меморіальною дошкою та реконструкцію спостережного пункту командира 82-го стрілецького корпусу генерал-майора П. Г. Кузнєцова.
76-міліметрова протитанкова дивізійна гармата встановлена на верхівці кургану біля геодезичного знаку. Направлена дулом на південний захід. Пофарбована в зелений колір, бокові частини коліс, підставка під них і частина дула пофарбовані в білий колір. Гармата встановлена на майданчику розмірами 8,25х8,25 м, викладеній залізобетонними плитами. 
Реконструкція спостережного пункту командира 82-го стрілецького корпусу генерал-майора П. Г. Кузнєцова знаходиться на західному схилі насипу кургану на відстані 3,5 м від краю майданчика. Представляє собою споруду прямокутної в плані форми, розмірами 10,50х5,3 м, висотою 2,10 м. Стіни, стеля та підлога складені із залізобетонних блоків товщиною 0,25 м. Вся конструкція побілена зовні й всередині. Від майданчика з гарматою до входу до спостережного пункту в ґрунті прокопано сходинки глибиною 0,6 м, шириною 1,0 м, загальною довжиною 9,10 м. В профілях сходинок на відстані 3,70 м від майданчика проступають гранітні брили з давніх поховань розмірами до 0,8х0,6х0,5 м.
Меморіальний знак у вигляді гранітної брили червоно-коричневого кольору, розмірами 2,09х1,40х1,19 м. Лицьова сторона брили підпрямокутної форми з виступаючим верхнім кутом. На ній за допомогою 4-х залізних болтів закріплено меморіальну дошку з темно-сірого полірованого граніту розмірами 0,72х0,57 м, товщиною 2 см. На ній об’ємними літерами викарбувано напис «ЗДЕСЬ НАСМЕРТЬ / СРАЖАЛИСЬ С ФАШИСТАМИ / В КОНЦЕ 1943 ГОДА ВОИНЫ / 82-го СТРЕЛКОВОГО КОРПУСА / – ГЕРОИ БИТВЫ / ЗА КРИВОЙ РОГ.». Напис оконтурений рамкою, тло зафарбоване в білий колір. На бокових гранях брили сліди від буріння, які залишились з видобувних робіт. Меморіальний знак розміщено на майданчику розмірами 7,0х5,0 м, викладеній біля підніжжя  кургану з південно-східної сторони. У куту площадки біля знаку розміщено декоративний вазон з бетону діаметром 1,0 м, висотою 0,4 м.
Від майданчика до вершини кургану по південно-східному схилу прокладено 35 сходів з бетонних квадратних плит. Довжина 39,0 м, ширина 2,0 м. 
Курган «Могила Баба» висотою 9,20 м, діаметром 79,0 м (схід-захід) і 71,0 (північ-південь). Задернований. На північній полі внизу росте листяне дерево висотою 5,5 м. Біля нього знаходяться 8 бетонних плит. Від них до залізобетонного спостережного пункту веде рів довжиною 10,5 м, шириною 2,5 м, задернований, оплилий. На всіх схилах кургану є ями (воронки від снарядів) розмірами до 2,5х2,2х1,0 м, краї оплили, задерновані.